# La piccola bottega degli orrori (musical)
La piccola bottega degli orrori (Little Shop of Horrors) è un musical del 1982 composto da Alan Menken con testi e libretto di Howard Ashman.
Il musical è basato sull'omonimo film del 1960 diretto da Roger Corman. Le canzoni più famose sono “Skid Row”, “Somewhere That's Green” e “Suddenly Seymour”, oltre alla canzone che dà il titolo al musical.

## Debutto
Il debutto mondiale avvenne il 6 maggio 1982 al Works Progress Administration Theatre a New York per poi spostarsi il 27 luglio 1982 all'Orpheum Theater (Off-Broadway). Questa produzione fu diretta dallo stesso Ashman e ricevette critiche molto positive vincendo diversi premi sia a New York che a Londra. Quando chiuse, dopo 2.209 repliche, era al terzo posto come musical più a lungo rappresentato nella storia dei teatri Off-Broadway.
Il debutto in un teatro di Broadway avvenne solo molti anni dopo, precisamente il 2 ottobre 2003 al Virginia Theater, dove rimase in scena per quasi un anno.

## In Italia
In Italia il musical è stato tra gli altri prodotto dalla Compagnia della Rancia in diverse stagioni. Nell'edizione 1988, Edi Angelillo interpretava Audrey e Michele Renzullo Seymour, per poi passare il testimone a Giampiero Ingrassia. Nell'edizione 2001, Rossana Casale ha interpretato Audrey e Manuel Frattini Seymour. La regia è stata in entrambe le produzioni di Saverio Marconi. Nella stagione 2006/2007 una versione de La piccola bottega degli orrori prodotta da Live on Stage in collaborazione con la Compagnia della Rancia è andata in scena per più di 500 repliche.
Nella stagione 2019 un nuovo adattamento de La piccola bottega degli orrori è andato in scena con Giampiero Ingrassia nel ruolo di Seymour, Fabio Canino nel ruolo di Mushnik, Belia Martin nel ruolo di Audrey e, per la prima volta in Italia, la drag queen Velma K (Lorenzo Di Pietro) nel ruolo della pianta Audrey II, con la regia di Piero Di Blasio.
Nella stagione 2023/2024 un nuovo adattamento de La piccola bottega degli orrori con la compagnia Fino All'ultima Fila è andato in scena con Mirko Basile nel ruolo di Seymour, Giorgio Cangialosi nel ruolo di Mushnik, Maria Vittoria Piconi nel ruolo di Audrey, Sara Colafranceschi, Tiziana De Amicis e Irene Egidi nei ruoli di Crystal, Ronnette e Chiffon, Eric Paterniani nel ruolo del dentista, Giacomo Giulio Imbrò come voce della pianta Audrey II, con l'adattamento e la regia e di Andrea Fiorucci e Francesco Mongelli, coreografie di Laura Tufarelli e scenografie di Andrea Fiorucci, Francesco Mongelli e Irene Argentino.

## Brani musicali
Atto I
- Prologue ("Little Shop of Horrors") – Chiffon, Crystal e Ronette
- "Skid Row (Downtown)" – Cast
- "Da-Doo" – Chiffon, Crystal e Ronette
- "Grow for Me" – Seymour
- "Ya Never Know" – Mushnik, Chiffon, Crystal, Ronette e Seymour
- "Somewhere That's Green" – Audrey
- "Closed for Renovation" – Seymour, Audrey e Mushnik
- "Dentist!" – Orin, Chiffon, Crystal e Ronette
- "Mushnik and Son" – Mushnik e Seymour
- "Sudden Changes" – Seymour
- "Feed Me (Git It)" – Audrey II e Seymour
- "Now (It's Just the Gas)" – Orin e Seymour
- "Coda (Act I Finale)" – Chiffon, Crystal, Ronette ed Audrey II

Atto II
- "Call Back in the Morning" – Seymour ed Audrey
- "Suddenly, Seymour" – Seymour, Audrey, Chiffon, Crystal e Ronette
- "Suppertime" – Audrey II
- "The Meek Shall Inherit" – Cast
- "Sominex/Suppertime II" – Audrey e Audrey II
- "Somewhere That's Green" (reprise) – Audrey
- "Finale Ultimo (Don't Feed the Plants)" – Cast

## Adattamento cinematografico
Nel 1986 ne venne fatta una trasposizione cinematografica con la regia di Frank Oz. Il film ottenne due candidature agli Oscar: miglior canzone originale ("Mean Green Mother from Outer Space") e migliori effetti speciali.